# Gouden Stuur
Het Gouden Stuur is een jaarlijkse prijs van de BMB voor de  Belgische motorcrosser die dat jaar de bijzonderste prestatie leverde.

## Erelijst
| Jaar | Winnaar                       |
| ---- | ----------------------------- |
| 2006 | Stefan Everts                 |
| 2007 | Joël Smets                    |
| 2008 | Sven Breugelmans              |
| 2009 | Joris Hendrickx               |
| 2010 | ?                             |
| 2011 | Jan Hendrickx en Tim Smeuninx |
| 2012 | ?                             |
| 2013 | Ben Adriaenssen               |
| 2014 | Ben Adriaenssen               |
| 2015 | Jan Hendrickx                 |
| 2016 | Jan Hendrickx                 |
| 2017 | ?                             |
| 2018 | Marvin Vanluchene             |
| 2019 | Jago Geerts                   |
| 2020 | Antoine Magain                |